# غيم سبوت
غيم سبوت (بالإنجليزية: GameSpot)‏ هو موقع ألعاب فيديو يقدم أخبار، وتعليقات، واستعراضات، وتحميلات ومعلومات أخرى. تم إطلاق الموقع في مايو 1996 من قبل بيت ديمر، وفينس برودي وجون ابيستين. وتم شراؤه من قبل زدنت، وهي علامة تجارية تم شراؤها في وقت لاحق من قبل شبكات سي نت. وتعتبر شركة سي بي اس انترأكتيف، التي اشترت شبكات سي نت في عام 2008، هي المالك الحالي لغيم سبوت. ويعتبر موقع GameSpot.com حاليا واحد من أعلى 200 موقع إلكتروني مزدحمة طبقا لأليكسا 
وبالإضافة إلى المعلومات التي ينتجها فريق عمل غيم سبوت، يسمح الموقع أيضاً للمستخدمين أن يكتبوا تعليقاتهم الخاصة بهم، ومدوناتهم، ومشاركتهم على منتديات الموقع.
وتعتبر المنتديات مشتركة جزئيا مع تلك المتعلقة بـ جيم فاكس، وهو موقع مِلك سي نت.
في عام 2004، فاز غيم سبوت باختيار «أفضل مواقع الألعاب» حسب اختيار مشاهدي برنامج جوائز ألعاب الفيديو الثاني على سبايك تي في، كما فاز بجائزة ويبي لعدة سنوات. وكانت مواقع الألعاب الأخرى مثل آي جي إن
، و 1أب.كوم
وجيم سباي من أكبر منافسيه. جدب مجال غيم سبوت.كوم ما لا يقل عن 60 مليون زائر سنويا بحلول عام 2008 وفقا لدراسة كومبيت.كوم
تحتوي صفحة غيم سبوت الرئيسية على روابط لآخر الأخبار، والآراء، والاستعراضات وبوابات للمنصات الحالية التالية: وى، ونينتندو دي اس، وأجهزة الكمبيوتر، وأجهزة إكس بوكس 360، وبلاي ستيشن بورتبل، وبلاي ستيشن 2، وبلاي ستيشن 3. كما تشمل قائمة الألعاب الأكثر شعبية في الموقع ومحرك بحث للمستخدمين لتعقب الألعاب محط الاهتمام. كما تغطي غيم سبوت أيضا الأنظمة الأساسية التالية إلى حد أقل: نينتندو 64، ونينتندو جيم كيوب، وجيم بوي كلر، وجيم بوي المتطورة، وإكس بوكس، وبلاي ستيشن، وسيغا ساتورن، ودريم كاست، والنيو جيو بوكت كلر، وان غيج، وألعاب الموبيل من بين أمور أخرى.

## نبذة تاريخية
عند إطلاق الموقع كان يركز على ألعاب الكمبيوتر بشكل حصري. وتم إطلاق الموقع شقيقه VideoGameSpot.com في ديسمبر 1996 لتغطية ألعاب الكونسول. وفي عام 1997، أصبح موقع VideoGameSpot.com لمدة قصيرة VideoGames.com، وبحلول عام 1998، اتحدت أجهزة الكمبيوتر والكونسول تحت اسم واحد وهو GameSpot.com.
في 3 أكتوبر 2005، اعتمد غيم سبوت تصميم جديد مماثل لـ تي في.كوم، وهو الآن يعتبر موقع شقيق لجيم سبوت.

### التاريخ الدولي
بدأ غيم سبوت (المملكة المتحدة) في أكتوبر 1997 وعمل بها حتى منتصف عام 2002، مقدماً محتوى أوروبي-موجه والذي ما كان يختلف غالباً عن موقع الولايات المتحدة.
وخلال هذه الفترة، فاز غيم سبوت المملكة المتحدة بجائزة PPAi (دورية رابطة الناشرين التفاعلية) عام 1999 عن أحسن موقع إلكتروني،  وأدرج لمدة قصيرة عام 2001. وبعد شراء زدنت من قبل سي نت، تم دمج غيم سبوت المملكة المتحدة مع موقع الولايات المتحدة الرئيسي. وفي 24 أبريل / 2006، أعيد إطلاق غيم سبوت المملكة المتحدة.
بطريقة مماثلة، كان غيم سبوت ايه يو (أستراليا) موجود على النطاق المحلي في أواخر 1990 مع استعراض الأسترالية المنتجة. وتوقف في عام 2003. عندما أطلقت النسخة المحلية من البوابة الرئيسية لسي نت، CNET.com.au عام 2003، تم طي محتوى Gamespot.com.au في CNET.com.au. وأعيد إطلاق الموقع بالكامل في منتصف 2006، مع منتدى متخصص، واستعراضات محلية، وسمات خاصة، وأسعار محلية في دولار أسترالي، وتواريخ الإصدار الأسترالية، ومزيد من الأنباء المحلية.
أطلق غيم سبوت اليابان في شكلها الحالي عام 2007. ويوفر الموقع أخبار صناعة ألعاب الفيديو اليابانية، واستعراضات، وتعليقات، وسمات، وفيديوهات، وكذلك ترجمة المقالات من مواقع غيم سبوت الأخرى. أضيف مؤخراً للموقع مشغل فيديو أكبر ومنتديات اجتماعية.

### فريق العمل المتميز
- شين ساترفيلد—المحرر السابق، وهو حاليا رئيس التحرير العام لـ جيم تريلرز
- جريج كازافين—رئيس التحرير التنفيذي ومدير موقع غيم سبوت، الذي غادر في عام 2007 ليصبح مطور للعبة. ويعمل الآن منتجا لـ اي ايه لوس انجليس. [11]
- جيف جيرستمان—مدير تحرير للموقع، طرد من غيم سبوت في 28 نوفمبر، 2007 لأسباب لم يفصح عنها، وبعد ذلك بدأ جاينت بومب [12]
- اليكس نافارو—رئيس تحرير الموقع، استقال من منصبه بسبب إقالة جيرستمان. يعمل حاليا عضوا في فريق مجتمع هارمونيكس.
- جايسون أوكامبو—رئيس التحرير السابق، وهو حاليا رئيس تحرير للكمبيوتر IGN

## نظام الاستعراض والتقييم
في يناير عام 2001، قدمت غيم سبوت استعراضات لألعاب الفيديو، والتي تطلق لكل الألعاب الكبرى. فتستحق الألعاب الأخرى التي يؤمن بها المحررين تنويهاً خاصاً (على سبيل المثال، الألعاب الأكثر سوءاً) يتم استعراضها بالفيديو أيضاً. غالباً ماتقوم التعليقات على الفيديو بالتأكيد على نص المراجعة المكتوبة مع لقطات من مضمون هذه اللعبة.
تحتوي غيم سبوت علي دليل مفصل يشرح رخص المراجعة، كما يقوم بالرد على الأسئلة المتداولة حول استعراضاته.
عندما تم تقديم غيم سبوت كومبليت في أواخر عام 2001، اقتصرت الاستعراضات القديمة على أعضاء كومبليت فقط؛ ومع ذلك، أصبحت هذه الاستعراضات متاحة لأي فرد مرة أخرى بعد عدة أشهر.
تصنف كل الألعاب على خمسة فئات مختلفة: اللعب، والرسوم المتحركة، والصوت، والقيمة، ومناظرة الاستعراضات. ويتم وضع درجة لكل فئة من واحد إلى عشرة، وبعد ذلك يتم جمع هذه الدرجات باستخدام المتوسط المرجح للوصول للنتيجة الإجمالية. ويجب أن تحصل اللعبة على الأقل على 9.0 كي توصف بأنها «رائعة»، وتحصل على اعتراف «اختيار المحرر». وعلى الرغم من أن العديد من الألعاب يحقق هذا الوضع كل عام، الا انه هناك ستة ألعاب فقط في تاريخ غيم سبوت حصلت على درجة عشرة من عشرة وهم: كرونو كروس،  ذا ليجند أوف زيلدا: أوكرينا أوف تايم، وسول كاليبور،  وتوني هاواكس برو سكاتر 3 (نسخة بلاي ستيشن 2)  تحت النظام الأصلي، وجراند سيفت أوتو IV[26]، ميتال غير سوليد 4: غنز أوف ذا بتريوتس  تحت تظام التقييم الجديد في يونيو 2007.
وهناك سبعة ألعاب حققت نتيجة قريبة للدرجة الكاملة 9.9 وهي: NFL 2K،  و NFL 2K1، وبيرفيكت دارك،  وسوبر ماريو بروس ديلوكس،  وتيكين 3 (نسخة البلاي ستيشن)،  وتوني هاواكس برو سكاتر 2 (نسخ دريم كاست وبلاي ستيشن).
لم يعد هذا النظام ممكناً في ظل نظام التقييم الجديد.
وعلى الطرف الآخر من الطيف، [36] فإن أقل درجة يمكن أن تحصل عليها اللعبة هي 1.0 («سيئة»)، وهو أقل تحقيق ممكن.
وفي حين أنه غالباً ما يتم تصنيف الألعاب وفقاً لكيفية مقارنتهم للألعاب الأخرى المتوفرة على منصاتهم المحددة، فإن الألعاب التي يتم إطلاقها في وقت واحد لمنصات عديدة يتم مقارنتها أيضاً بين الأنظمة، والتي غالباً ما تنتج عن درجات مختلفة تُعطى لنفس اللعبة اعتماداً على النظام، وعادة ما يرجع إلى عوامل القوة المتأصلة والضعف في كل منصة.

### النظام جديد
في 25 يونيو، 2007، بدأت غيم سبوت في تعيين درجات تبدأ من 0.5 بدلاً من 1.0. كما أنها أنهت نشاطها في إعطاء درجات فرعية لطريقة اللعب، والرسومات، والصوت، والقيمة، والميل. وبدلا من ذلك، تمتلك تعليقات المستخدم الآن على نظام الميدالية والذي يسمح للمستعرض تسليط الضوء على الخصائص المعطاة للعبة مثل التصميم الفني والصوت الأصلي، أو الصعوبة. تعتقد جيم سبوت أن هذا سوف يخلق نظام تقييم أكثر تفصيلاً من النظام السابق.
ويعتبر التغيير الوحيد فقط هو المصطلح «برايم» الذي يعبر عن الألعاب التي تحصل على درجة 10.0، بدلاً من «بيرفيكت». ثم كتب رئيس التحرير جيف جيرست مان عن هذا التغيير، مجيباًعن الأسئلة المتعلقة به.

### لعبة السنة
تحمل جيم سبوت كل سنة جوائز أفضل وأسوأ لعبة في العام، والتي تعترف بالإنجازات في صناعة الألعاب، الاإيجابية والسلبية (في هيئة "دوبيوس أونر"، محتوياً على فئات مثل "أكثر لعبة محبطة"، وأسوأ لعبة لعبها الجميع"، و"أفضل لعبة لم يلعبها أحد" "وأحقر توظيف لمنتَج"). كما تسمح جيم سبوت للمستخدمين على الموقع أن يصوتوا للفائزين بجوائز "اختيار القراء". من 1998-2001، قامت جيم سبوت باختيار واحدة من ألعاب الكمبيوتر وواحدة من ألعاب الكونسول للعنوان الرئيسي، ولكن من هذه النقطة وصاعداً، فإنهم سوف يختاروا لعبة واحدة فقط من بين كل الوسائل.
هذه قائمة بالألعاب الفائزة بلعبة العام من جيم سبوت (ألعاب الكونسول من 1997 إلى 1999 التي تم اختيارها من قبل videogames.com):
- 1996: ديابلو (الكمبيوتر) [27]
- 1997 : توتال أنيليشن (كمبيوتر) [28]
- 1998 : [46] (نينتندو 64) [29] وغريم فاندانغو (كمبيوتر) [30]
- 1999 : سولكاليبور (دريمكاست) [31] وايفيركويست (كمبيوتر) [32]
- 2000 : كرونو كروس (بلاي ستيشن) [33] والسيمز (كمبيوتر) [34]
- 2001 : جراند سيفت أوتو (بلاي ستيشن 2) [35] و[61] (الكمبيوتر) [36]
- 2002 : ميترويد برايم (جيم كيوب) [37]
- 2003 : ذا ليجند أوف زيلدا: ذا ويند وايكر (جيم كيوب) [38]
- 2004 : وورلد اوف وار كرافت (كمبيوتر) [39]
- 2005 : ريزدنت إيفل 4 (جيم كيوب) [40]
- 2006 : جيرز أوف وار  (إكس بوكس 360) [41]
- 2007 : سوبر ماريو غالاكسي (وي) [42]
- 2008 : ميتال غير سوليد 4: غنز أوف ذا بتريوتس (بلاي ستيشن 3) [43]

### أسوأ لعبة في العام/ مسطحة خارج أسوأ لعبة
تقيم جيم سبوت كل سنة أيضاً جوائز أسوأ لعبة (تعرف باسم أسوأ لعبة في العام قبل عام 2003).
ويمكن ايجاد الجائزة في فئة دوبيوس أونورز كل سنة. ومثل لعبة السنة، تسمح جيم سبوت لجوائز ريدرز تشويس أن تستبعد أسوأ لعبة.
- 1996 : كاتيفايت (كمبيوتر)
- 1997 : كونكويست ايرث (الكمبيوتر)
- 1998 : [81] (بلاي ستيشن) وتريسباسر (الكمبيوتر)
- 1999 : سوبرمان 64 (N64) والقفز بالمظلات! (كمبيوتر)
- 2000: روح السرعة 1937  (دريمكاست) وبليز & بليد (الكمبيوتر)
- 2001 : كابوكي ووريورز (إكس بوكس) والباقين على قيد الحياة (2001 لعبة فيديو) (الكمبيوتر)
- 2002 : جيريمي ماكغراث سوبركروس وورلد (جيم كيوب)، [82] (PS2 & إكس بوكس)، ومورتال كومبات المطورة (جيم بوي المتطورة) [83] (الكمبيوتر)
- 2003 : الآلهة والجنرالات (الكمبيوتر)
- 2004 : بيغ ريغس: اوفر ذا رود ريسنغ (الكمبيوتر)
- 2005 : Land of the Dead: Road to Fiddler's Green (إكس بوكس والكمبيوتر)
- 2006 : Bomberman: Act Zero (إكس بوكس 360)
- 2007 : ساعة النصر (إكس بوكس 360)
- 2008 : {M&Ms كارت راسينج{/0} (وي & دي اس)

ملاحظة: [87] صدرت في عام 2003

## المجتمع

### المنتديات
قامت زد نت في السابق بتشغيل منتديات جيم سبوت، ثم تبعتها ليثيوم. تستخدم جيم سبوت نظام إشراف شبه آلي مع العديد من المشرفين المتطوعين.
مراقبين جيم سبوت هم مشرفين متطوعين تم اختيارهم من قبل الأعضاء الموثوق بهم في المجموعة. ومع ذلك، ونظرا لحجم وضخامة كمية اللوحات والتعليقات على جيم سبوت، هناك ميزة تسممممممى «تقرير» والتي يمكن للمستخدم العادي أن يرسل التعليق إلى المشرف. توفر ميزة الإبلاغ الكثير من الوقت وللتأكد من أن المحتوى يتم التعامل معه بشكل صحيح.
هناك سمة مميزة لمجتمعات جيم سبوت وهي قدرة مستخدمين الوصول الكامل لجيم سبوت والوصول الإضافي على إنشاء لوحتهم الخاصة بهم، والتي يمكن أن يتم تعيينها على العام أو الخاص. ويمكن لصانعي اللوحات أن يعينوا مشرفين خاصين بهم، كما أنه يمكنهم أن يعرضوا علامات HTML في أعلى لوحاتهم. أيضا، يمكن لكافة المستخدمين أن ينشأوا أو يلتحقوا بما يعرف باسم «الاتحاد». يتألف الاتحاد من لوحات صنع المستخدمين التي تم الحاقها بجبهة التحرير، بالإضافة إلى الصفحة الرئيسية مع نشرات الأخبار وقوائم الأعضاء.
وبالإضافة إلى نظام لوحة الرسائل، وسعت جيم سبوت من مجتمعها من خلال إضافة بعض السمات مثل مدونات المستخدم (عرفت بالسابق باسم «جورنالز») ومدونات الفيديو للمستخدم. يمكن للمستخدمين تتبع المستخدمين الآخرين، مما يسمح لهم ان يروا تحديثات مدوناتهم المفضلة. إذا كان هناك اثنان من المستخدمين يتعقبوا بعضهم البعض، يتم إضافاتهم على قائمة أصدقاء كلاً منهم.
في مايو 2004، دمجت لوحات رسائل GameFAQs ولوحات جيم سبوت لوحات ألعابهم المحددة أكثر مع بعضهم البعض.
في 11 نوفمبر 2008 حدثت جيم سبوت من برمجيات المنتدى. اشتملت بعض التغييرات على صفحة أوسع وشريط جانبي.

### ملفات التعريف
يمتلك المستخدمين المسجلين امتياز امتلاك ملف التعريف الخاص بهم والتي يمكنهم من جعل أنفسم مرئيين فقط لأنفسم، أو لاصدقائهم، أو أي شخص من خلال اختياراتهم. يمكن لملفات التعريف أن تكون مفيدة ومناسبة للمستخدمين أنفسهم وللآخرين. ويمكن بدأ وتحديث المدونة من البروفايل. وتعتبر المدونة مشتركة مع مستخدمين كلاً من TV.com، و MP3.com، وملفات تعريف موفيتوم. يمكن للمستخدمين الآخرين تبليغ تعليقات المدونة للمشرفين.
يمكن للمستخدمين ابقاء قائمة الألعاب داخل ملف تعريف جيم سبوت الخاص بهم والذي يسمح لهم (وللآخرين) أن يتتبعوا الألعاب في أربعة فئات مختلفة. كما يمكن للمستخدمين تتبع الأخبار والتحديثات من خلال إضافة الألعاب إلى قائمة «تراكد جيمز». ويستخدم «كوكتيل» للألعاب التي يملكها المستخدم. أما «قائمة الأماني» فهي للألعاب التي يريد المستخدمين أن يجربوها أو ينوا شراءها في المستقبل. ويمكن إضافة أي لعبة طالما تم إطلاقها بالفعل أو في انتظار الإطلاق في المستقبل. يمكن للمستخدمين أن يوضحوا أي لعبة يقوموا بلعبها في الوقت الحالي عن طريق إضافتها لقائمة «تُلعب آلان».
تمنح الشعارات للمستخدمين عند استكمالهم لمختلف المهام. وتظهر بعض الشعارات حالة المستخدم (اشتراك مجاني مقابل الاشتراك المدفوع). تدل شعارات أخرى على الفائزين في المسابقة، وتصويت المشاركين، والموظفين والمشرفين، وهواة الكونسول.
بمجرد أن يمتلك الفرد ملف تعريف على جيم سبوت، فيمكن له أن يعدله، ولكن لايحذفه.
فبسؤال المشرف عن حذف الملف التعريفي الخاص بالفرد يحصل على ردود مختلطة حيث أنه لايبدو أنه يوجد رخصة رسمية على جيم سبوت بشان هذا الأمر. يمكن اعداد جوانب من الملف التعريفي لخاص بالمستخدم، مثل المدونة، إلى «خاصة وليمكن رؤيتها إلا من قبل الأصدقاء فقط» أو «مختفية لكل الأشخاص.» ومع ذلك فان تعليقات القراء تكون دائماً «عامة» الا إذا قام الشخص الذي أرسلهم بحذفهم.

### النقابات
تعمل النقابات كمجتمعات داخل جيم سبوت على الأنترنت. ولكل نقابة صفحة مدونة خاصة بها ولوحة رسائل متعلقة بموضوع محدد.
يرسل أعضاء النقابة الرسائل والمواضيع على اللوحة ويمكن لأعضاء النقابة الآخرين أن يردوا عليها. كل نقابة لديها مستوى ويمكن الحصول على شارات للتشجيع، أو لكونها نشيطة، أو نشر مواضيع ذات أخبار جيدة.
كما يمكن مكافئة أعضاء النقابة برتب داخل النقابة، وهناك حالياً ثلاث رتب وهي: قائد، وضابط، ومجند. فالقائد يكون مماثل للمدير المسئول للنقابة، ولديه الصلاحية لتعديل أي شيء عن النقابة؛ بما في ذلك الاسم، والصورة والشعارات، وتعديل المواضيع/الرسائل. أما الضباط فلديهم القدرة على تعديل المواضيع والرسائل وأي قدرات أخرى يرغب القائد في منحها للضباط. والمجندين ليس أكثر من الأعضاء العاديين الذين لديهم القدرة على المشاركة في الموضوع ونشر الرسالة.

## طرد جيرستمان
فُصل جيف جيرستمان، مدير التحرير في الموقع، في 28 نوفمبر، 2007.
وبعد فصله مباشرة، دارت الشائعات حول إعلان إقالته أنه جاء نتيجة ضغط خارجي من ايدوس انترأكتيف، ناشر كاين آند لينش: ديد من، الذي كان قد اشترى كمية كبيرة من المساحة الإعلانية على موقع جيم سبوت الإلكتروني. حيث كان جيرستمان سبق أن أعطى كين & لينش تصنيف عادل أو غير مقبول بالإضافة إلى نقده. وذكر كلا من جيم سبوت والشركة الأم سي نت أن فصل جيرستمان لاعلاقة له بالتعليق، ولكنه نتيجة قيود مؤسسية وقانونية لا يمكن أن يفصح عنها.
وبعد شهر من فصل جيرستمان، غادر المراجع المستقل فرانك بروفو جيم سبوت بعد ثماني سنوات من العمل فيها قائلاً "أنا أؤمن أنا إدارة سي نت أطلقت سراح جيف بسبب كل الأسباب الخاطئة.
وأعتقد أن سي نت تعتزم تخفيف لهجة الموقع وتدفع من أجل الإنجازات العالية لجعل المعلنين سعداء."
كما غادر أيضاً كلاً من اليكس نافارو، وجايسون أوكامبو، ريان ديفيس، وبراد شومايكر وفيني كارافيلا إثر فصل جيرستمان. انضم كلاً من ديفيس، وشومايكر وكارافيلا في وقت لاحق لجيرستمان في مشروعه اللاحق، جاينت بومب، في حين أن نافارو أصبح مدير مجتمع في هارمونيكس. وانضم أوكامبو إلى فريق IGN للكمبيوتر.

## دفع الاشتراكات
كان لجيم سبوت خدمة لدفع الاشتراكات تعرف بـ «جيم سبوت كومبليت». وفي 21 من فبراير 2006، تغير نموذج دفع الاشتراك. وهناك الآن اثنين من عضوية خدمات الدفع: وهي توتال أكسس وبلس.
تعتبر توتال أكسس أساسا استبدال لجيم سبوت كومبليت، حيث أنها بنفس السعر بـ 5.95 دولارا أميركيا شهريا أو 39.95 دولار سنويا، وتقدم نفس المزايا الأساسية. تعتبر خدمة القسط الثاني، جيم سبوت بلس، خدمة أرخص ذات مستوى المتوسط.
تعتبر الميزة الرئيسية لدفع الاشتراك هي إزالة الإعلانات التي لولا ذلك من الممكن أن تظهر في حساب جيم سبوت المجاني. ويجدر بالذكر أن بعض الإعلانات ستظل تظهر مع دفع الاشتراك إذا
كانت جيم سبوت ترعى مسابقة وكانت هذه المسابقة تحت رعاية أحد المعلنين. على سبيل المثال في العام الماضي ظهرت إعلانات العلكة برايد خلال الموقع حتى مع دفع الاشتراك.
يعتبر الفرق الرئيسي بين خدمات العضوية القديمة والجديدة هو عدم وجود خصم جيم سبوت الـ 10% على EBGames.com كان هناك الكثير من السخط على هذا القرار، ولفترة من الوقت، ادعت جيم سبوت أن هناك بديل غير محدد في الأشغال. ولم يقدم أي تفاصيل أخرى على الإطلاق.

## جيم سنتر
كانت جيم سيرفر خدمة ألعاب سمحت للاعبين استضافة الخوادم الخاصة بهم حسب الطلب، والدردشة مع أصدقائهم، ولعب مجموعة متنوعة من ألعاب الكمبيوتر على الإنترنت مع اللاعبين في جميع أنحاء العالم، بينما كانت تتبع جميع إحصائيات المستخدمين. وبحلول 6 مارس 2006، انقطعت خدمة الاشتراك في جيم سنتر وتم إضافتها إلى خدمة جيم سبوت توتال أكسس. ونتيجة لذلك، وقفت جيم سبوت دعم عميل جيم سنتر.
معظم الجيم سنتر الحديث ليس لها علاقة بجيم سنتر الأصلية، التي تديرها شبكات سي نت من 1995 إلى 2001 كمنافسة لجيم سبوت. وبعد فترة وجيزة من شراء شبكات سي نت لكل من زدنت وجيم سبوت عام 2000، تم تسريح جيم سنتر الأصلية.

## وصلات خارجية
- الموقع الرسمي
- غيم سبوت على موقع روتن توميتوز (الإنجليزية)